# Dans la baie de Yeddo
Dans la baie de Yeddo (titre original In Yeddo Bay) est une nouvelle de Jack London publiée aux États-Unis en 1903.

## Historique
La nouvelle est publiée initialement dans le St. Nicholas Magazine (en) en février 1903, avant d'être reprise plus tard dans le recueil Courage hollandais en septembre 1922.

## Éditions

### Éditions en anglais
- In Yeddo Bay, dans le périodique St. Nicholas Magazine (en), février 1903.
- In Yeddo Bay, dans le recueil Dutch Courage and Other Stories, New York ,McClure, Phillips & Co., 1922

### Traductions en français
- Dans la baie de Yeddo, traduction de Louis Postif, in Les Pirates de San Francisco et autres histoires de la mer, recueil, 10/18, 1973.
- Dans la baie de Yedo, traduction de Louis Postif, in Patrouille de pêche et autres nouvelles, recueil, Phébus, 2000.